# Saïdou Panandétiguiri
Saïdou Madi Panandétiguiri (ur. 22 marca 1984 w Ouahigouyi) – burkiński piłkarz grający na pozycji lewego obrońcy.

## Kariera klubowa
Karierę piłkarską Panandétiguiri rozpoczął w klubie Santos FC. Następnie w 2000 roku został zawodnikiem zespołu o nazwie ASFA Yennenga, także wywodzącego się ze stolicy kraju, Wagadugu. W 2001 roku wyjechał do Francji i był piłkarzem Girondins Bordeaux. Do 2004 roku grał w amatorskich rezerwach tego klubu w czwartej lidze.
W styczniu 2005 roku Panandétiguiri został piłkarzem belgijskiego KSC Lokeren. W pierwszej lidze belgijskiej zadebiutował 30 stycznia 2005 roku w przegranym 1:3 domowym meczu z KRC Genk. Do lata 2008 roku rozegrał 92 spotkania w lidze belgijskiej.
W 2008 roku Burkińczyk odszedł z Lokeren do niemieckiego drugoligowego SV Wehen Wiesbaden z miasta Wiesbaden. W nim po raz pierwszy wystąpił 15 sierpnia 2008 w meczu z Alemannią Akwizgran. W Wehen grał przez rok.
W 2009 roku Panandétiguiri podpisał kontrakt z portugalskim União Leiria, gdzie zaczął grać z rodakami: Mamadou Tallem i Issoufem Ouattarą. W lidze portugalskiej zadebiutował 16 sierpnia 2009 w meczu z Rio Ave F.C. (1:1).
W 2012 roku Panandétiguiri został zawodnikiem Valletty FC, a latem przeszedł do Royalu Antwerp. Następnie grał w Chippa United i FC Pune City. W 2016 przeszedł do SK Lokeren-Doorslaar.
| Sezon   | Klub                 | Kraj              | Rozgrywki                     | Mecze | Bramki |
| ------- | -------------------- | ----------------- | ----------------------------- | ----- | ------ |
| 2000/01 | ASFA Yennenga        | Francja           | Superdivision du Burkina Faso | ?     | ?      |
| 2002/03 | Girondins Bordeaux B | Francja           | CFA                           | 26    | 0      |
| 2003/04 | Girondins Bordeaux B | Francja           | CFA                           | 10    | 0      |
| 2004/05 | Girondins Bordeaux B | Francja           | CFA                           | 5     | 0      |
| 2004/05 | KSC Lokeren          | Belgia            | Eerste klasse                 | 13    | 0      |
| 2005/06 | KSC Lokeren          | Belgia            | Eerste klasse                 | 29    | 0      |
| 2006/07 | KSC Lokeren          | Belgia            | Eerste klasse                 | 22    | 0      |
| 2007/08 | KSC Lokeren          | Belgia            | Eerste klasse                 | 28    | 0      |
| 2008/09 | SV Wehen Wiesbaden   | Niemcy            | 2. Bundesliga                 | 27    | 0      |
| 2009/10 | União Leiria         | Portugalia        | Primeira Liga                 | 10    | 1      |
| 2010/11 | União Leiria         | Portugalia        | Primeira Liga                 | 16    | 0      |
| 2011/12 | Valletta FC          | Malta             | Premier League                | 13    | 0      |
| 2012/13 | Royal Antwerp FC     | Belgia            | Tweede klasse                 | 21    | 0      |
| 2013/14 | Chippa United        | Południowa Afryka | Mvela League                  | 5     | 0      |
| 2014    | FC Pune City         | Indie             | Indian Super League           | 7     | 0      |
| 2016/17 | SK Lokeren-Doorslaar | Belgia            | Provinciale 2                 | ?     | ?      |
| 2017/18 | SK Lokeren-Doorslaar | Belgia            | Provinciale 2                 | ?     | ?      |

## Kariera reprezentacyjna
W 2001 roku Panandétiguiri wystąpił z kadrą U-17 na Mistrzostwach Świata U-17. Z kolei w 2003 roku zagrał na Mistrzostwach Świata U-20. W dorosłej reprezentacji Burkiny Faso zadebiutował w 2002 roku podczas Pucharu Narodów Afryki, 20 stycznia 2002 w zremisowanym 0:0 meczu z Republiką Południowej Afryki. W 2004 roku został powołany do kadry na Puchar Narodów Afryki 2004, w 2010 roku na Puchar Narodów Afryki 2010, w 2012 roku na Puchar Narodów Afryki 2012, a w 2013 roku na Puchar Narodów Afryki 2013. Od 2002 do 2013 wystąpił w kadrze narodowej 60 razy i strzelił 2 gole.